# Dębniki (Kraków)
Dębniki là một trong 18 quận của Kraków, nằm ở phía tây nam của thành phố. Cái tên Dębniki xuất phát từ một ngôi làng cùng tên hiện là một phần của huyện.
Theo Cục Thống kê Trung ương dữ liệu, diện tích của huyện là 46,19 kilômét vuông (17,83 dặm vuông Anh) và 59 395 người sinh sống ở Debniki.

## Phân khu của Dębniki
Dębniki được chia thành các phân khu nhỏ hơn (osiedles). Đây là danh sách.
- Ruczaj
- Osiedle Europejskie
- Osiedle Interbud
- Osiedle Zielona Galicja
- Osiedle Kolejowe
- Osiedle Panorama
- Kliny Zacisze
- Moocaniec